# Jacareacanga (kommun)
Jacareacanga är en kommun i Brasilien.   Den ligger i delstaten Pará, i den centrala delen av landet, 1 400 km nordväst om huvudstaden Brasília. Antalet invånare är 14 040.
Följande samhällen finns i Jacareacanga:
- Jacareacanga

I omgivningarna runt Jacareacanga växer i huvudsak städsegrön lövskog. Trakten runt Jacareacanga är nära nog obefolkad, med mindre än två invånare per kvadratkilometer.